# San Juan Comaltepec
San Juan Comaltepec är en kommun i Mexiko.   Den ligger i delstaten Oaxaca, i den sydöstra delen av landet, 400 km sydost om huvudstaden Mexico City.
Följande samhällen finns i San Juan Comaltepec:
- Lachixova
- Hondura Lucero